# Estampida de Kerbala
La estampida de Karbala ocurrió el 10 de septiembre de 2019, 31 personas murieron y aproximadamente 100 más resultaron heridas en una estampida humana durante las procesiones de Ashura en Karbala, Irak. Hay relatos contradictorios de lo que causó la estampida, uno afirmó que una pasarela se derrumbó, lo que llevó a la multitud al pánico.  Otro relato decía que una persona tropezó y cayó entre los corredores y otros cayeron sobre él.

## Antecedentes
Ashura es una fiesta importante en el calendario islámico, que marca la muerte de Husayn ibn Ali (Imam Hussein), nieto del profeta Mahoma. Fue asesinado en 680 d. C. en la batalla de Karbala, que se convirtió en un evento central para el Islam chiita. Desde entonces, los primeros diez días de Muharram, el primer mes del calendario islámico, son feriados nacionales en los países islámicos chiitas, y el décimo día culmina en Ashura.
El día de luto de Ashura en Karbala fue el objetivo de un ataque terrorista en 2004, cuando bombardeos simultáneos en Karbala y Najaf mataron a 134 personas. En 2005 se produjo una estampida en Bagdad durante un evento similar, provocada por la noticia de que el evento podría estar sujeto a un atentado terrorista con bomba. Más recientemente, extremistas sunitas han perpetrado varios ataques a las procesiones de Ashura.

## La estampida
Uno de los eventos comunes durante la celebración de Ashura en Karbala es la carrera de Tuwairij, donde los peregrinos corren por las calles entre 2 y 3 kilómetros (1 o 2 millas) hasta el santuario Imam Husayn en honor a la carrera que los primos maternos de la mitad de Husayn -Hermano Abbas lo hizo desde el pueblo de Tuwairij (hoy conocido como Al-Hindiya) a Karbala para ayudar a Husayn en la Batalla de Karbala. El evento alrededor del mediodía del 10 de septiembre de 2019 atrajo a cientos de miles de peregrinos que planeaban hacer la carrera. Los informes variaron sobre las causas de la estampida; uno afirmó que una pasarela se derrumbó, lo que llevó a la multitud al pánico. Otro relato decía que una persona tropezó y cayó entre los corredores y otros cayeron sobre él, cayendo en cascada hacia la estampida.
Las autoridades entraron para calmar a la multitud y evaluar los daños. Al menos 31 personas murieron en el caos, y al menos 100 resultaron heridas y fueron enviadas a hospitales locales. Al menos 10 de los heridos estaban en estado crítico.